# Baltasar Ibán

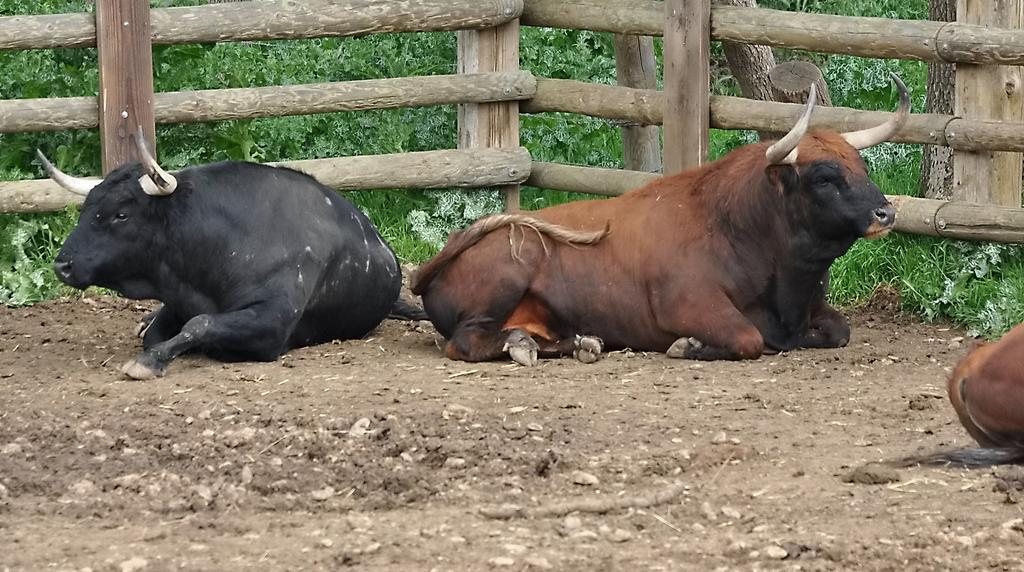
Toros de Baltasar Ibán à Saint-Martin-de-Crau en mai 2010 pour la corrida d'Alès

Baltasar Ibán est un élevage (ganadería) espagnols de toros de lidia de la fin du XXe siècle et du début du XXIe siècle. Sa devise est rose et verte.

## Historique
La ganadería a été formée en 1920 par Fernando Sánchez Rico avec du bétail de Contreras, vendu en 1939 par les héritiers du fondateur à l'ancien matador « Machaquito », qui augmente le cheptel avec des taureaux Contreras qu'il possédait déjà. En 1940, Machaquito cède la moitié de son élevage au comte Ruiseñada.
Pour Don Baltasar Ibán Valdés, tout commence le 15 août 1957 avec une novillada, quelques semaines après qu'il a récupéré la meilleure filiation de l'élevage de Juan Contreras en achetant à l'ancien matador « Machaquito » l'élevage acquis par celui-ci en 1939. Baltasar Ibán décédera la même année. La ganadería rencontra le succès les années suivantes avant de subir la concurrence des taureaux au gabarit imposant, en vogue dans les années 1980. 
À la suite du décès de son héritier José Luís Moratiel Ibán en 1997, une société « Ganadería Ibán » est créée par la descendance familiale. Elle est dirigée par Cristina Moratiel Llarena.

## Présentation
Des croisements avec des toros de Domecq ont permis d'améliorer la présentation des animaux, jusque-là moins armés et corpulents que leurs contemporains.
Baltasar Ibán a obtenu des taureaux avec plus de tête et de trapío (allure). La robe noire qui prédominait dans cet élevage a été modifiée par l'arrivée d'étalons de Los Guateles. La bravoure et la noblesse de l'élevage a été mise en valeur par César Rincón, en particulier le 7 juin 1994 devant le taureau « Bastonito » lors d'une corrida d'anthologie à Madrid. 
Contrairement à la plupart des autres taureaux, ceux de Baltasar Ibán sont marqués au fer sur le flanc gauche.